# Presidente della Camera dei deputati (Italia)
Quella di presidente della Camera dei deputati è la seconda più importante carica della Repubblica Italiana, insieme a quella di presidente del Senato (in funzione dell'ordine del protocollo, ha la precedenza il più anziano) e dopo quella di presidente della Repubblica. Dal 14 ottobre 2022, per la XIX legislatura, il ruolo è ricoperto da Lorenzo Fontana.
Rappresentante la Camera dei deputati, il presidente adempie al compito di regolare il dibattito nell'aula attraverso l'applicazione del regolamento e delle norme costituzionali e a quello principale di assolvere al corretto funzionamento dell'aula regolandone l'attività di tutti i suoi organi.

## Funzioni
Il suo ruolo principale è quello di provvedere al corretto funzionamento della Camera dei deputati, organizzando, dirigendo e moderando i lavori d'aula, garantendo l'applicazione del regolamento e provvedendo al buon andamento delle strutture amministrative della stessa.
Egli rappresenta la Camera e, in aula, giudica della ricevibilità dei testi, mantiene l'ordine e dirige la discussione (vedi anche Posizione chiave).
Al Presidente spetta la scelta della Commissione permanente cui far esaminare i progetti di legge presentati alla Camera (salva opposizione di un capogruppo o di un decimo dei deputati, che rimette all'Aula la decisione).
Il compito di dirigere la seduta è svolto dal Presidente anche mediante l'adozione di provvedimenti disciplinari adottati ai sensi degli artt. 58 ss. del regolamento della camera: egli può richiamare all'ordine un deputato nominandolo, allontanarlo dall'aula o, nei casi più gravi, censurarlo, sospendendolo da 2 a 15 giorni.
Secondo quanto previsto dall'art. 55 della Costituzione egli presiede le riunioni del Parlamento in seduta comune (che si hanno "solo nei casi stabiliti dalla Costituzione") per eleggere il presidente della Repubblica, i cinque membri della Corte costituzionale di nomina parlamentare, un terzo dei membri del Consiglio superiore della magistratura e per la formazione della lista dei cittadini aventi i requisiti per la nomina a senatore, che andranno ad integrare la composizione della Corte costituzionale in caso di messa in stato di accusa del presidente della Repubblica) e deve essere sentito dal Presidente della Repubblica prima dello scioglimento delle Camere (assieme al presidente del Senato, secondo quanto disposto dall'art. 88 della Cost.).
Quanto all'elezione del presidente della Repubblica, spetta al presidente della Camera la convocazione delle Camere 30 giorni prima della scadenza (ex art. 85 Cost.) o 15 giorni dopo la morte o le dimissioni dello stesso capo dello Stato (art. 86 Cost.).
I componenti dell'ufficio di presidenza esercitano un potere direttivo e disciplinare nei confronti del personale e, nello stesso tempo, sono anche membri degli organi giurisdizionali interni della camera (di primo grado e di appello) chiamati a decidere su tali atti amministrativi. Nel 2009 la Corte europea dei diritti dell'uomo ha ribadito «la legittimità dell'istituzione di un giudice domestico all'interno di organi parlamentari e, più specificamente, all'affermazione della compatibilità dell'autodichia rispetto ai principi fondamentali del giusto processo». La sentenza ha stabilito che la Sezione giurisdizionale dell'Ufficio di Presidenza è priva dei requisiti di terzietà e indipendenza propri della funzione giurisdizionale, pur possedendo la qualificazione di "tribunale" relativamente a quanto delineato dalla Convenzione europea. Nel 2014 la Corte costituzionale ha rilevato che «negli ordinamenti costituzionali a noi più vicini, come Francia, Germania, Regno Unito e Spagna, l'autodichia sui rapporti di lavoro con i dipendenti e sui rapporti con i terzi non è più prevista».

## Modalità di elezione
L'elezione del Presidente della Camera avviene a scrutinio segreto e, secondo quanto disposto dal regolamento della stessa, a maggioranza con quorum dei due terzi dei componenti l'assemblea nel primo scrutinio, a maggioranza dei due terzi dei presenti nel secondo e nel terzo (computando tra i voti anche le schede bianche) e a maggioranza assoluta dei voti a partire dal quarto. In apertura di legislatura la prima seduta è presieduta dal più anziano per elezione tra i Vicepresidenti della legislatura precedente. Qualora nessuno di essi sia presente, si risale ai Vicepresidenti delle legislature anteriori e, in mancanza, al decano di età.

## Nomine affidate
Di concerto con il Presidente del Senato, quello della Camera nomina i membri di alcune importanti autorità amministrative (quella per la concorrenza e quella per la editoria e la televisione), del Consiglio di amministrazione della Rai, del Consiglio di presidenza della Corte dei conti.
La ragione per cui la nomina a cariche così importanti è affidata ai due presidenti delle assemblee è stata, in passato, legata alla tendenziale imparzialità che le modalità di elezione (con le ampie maggioranze richieste) garantivano e, soprattutto, alla prassi per cui uno dei due Presidenti doveva appartenere alla maggioranza e l'altro al maggior gruppo di opposizione.

## Storia della carica
A partire dalla VII Legislatura, e fino al 1994, venne a consolidarsi la convenzione di attribuire la Presidenza al maggior partito di opposizione. La prassi ebbe inizio nel contesto storico della solidarietà nazionale, che vide il principale partito d'opposizione (il PCI) sostenere esternamente i governi cosiddetti della non sfiducia guidati da Giulio Andreotti ed ottenere in cambio l'elezione di Pietro Ingrao alla Presidenza della Camera.
Anche successivamente al compromesso storico, tuttavia, la terza carica dello Stato fu affidata ancora ad un esponente comunista, Nilde Iotti, prima donna a presiedere l'aula di Montecitorio nonché più longeva detentrice della carica (dal 1979 al 1992, per tre legislature consecutive). A lei successe il compagno di partito Giorgio Napolitano, che presiedette la Camera dal 1992 al 1994 dopo essere subentrato a Scalfaro (DC), Presidente della Camera per un solo mese all'inizio della XI Legislatura, eletto poi Presidente della Repubblica.
I regolamenti parlamentari del 1971, se da un lato accentuavano l'importanza dei gruppi parlamentari, dall'altro conferivano al Presidente un alto profilo simbolico.

Si diede così peso ad un modello nuovo di Presidenza, con caratteri di forte legittimazione, e diffuso riconoscimento istituzionale, anche per dare fondamento teorico alla notevole novità dell'elezione di Ingrao. Il Presidente doveva essere un "uomo della Costituzione", privo di rapporto fiduciario con la maggioranza, e proprio per questo politicamente neutrale. Non è un caso che diversi Presidenti della Camera dei deputati siano successivamente diventati Presidenti della Repubblica. Le frequenti consultazioni tra il Capo dello Stato ed i Presidenti delle Camere nella delicata fase di transizione del 1992 si motivano molto bene tenendo presente il ruolo che avevano acquisito nel corso dei due decenni precedenti. Questo modello, tuttavia, non si consolidò in una consuetudine istituzionale e tramontò, anche a causa dell'avvento della legge elettorale maggioritaria, che impedì il protrarsi di ogni "consociativismo".
A partire dal primo governo Berlusconi si è tornati alla prassi di assegnare entrambe le Presidenze delle Camere a esponenti della maggioranza: hanno presieduto la Camera Irene Pivetti (Lega Nord, 1994-1996, centrodestra), Luciano Violante (PDS-DS, 1996-2001, centrosinistra), Pier Ferdinando Casini (CCD/UDC, 2001-2006, centrodestra), Fausto Bertinotti (Rifondazione Comunista, 2006-2008, centrosinistra). Gianfranco Fini, eletto allo scranno più alto di Montecitorio nel 2008 come espressione della maggioranza di centrodestra PdL-Lega Nord uscita vincente dalle elezioni di aprile, passò poi all'opposizione del governo Berlusconi IV fondando Futuro e Libertà per l'Italia; venne considerato poi sostenitore del subentrato Governo Monti. Nella successiva legislatura, Laura Boldrini è stata eletta dalla coalizione di centrosinistra PD-SEL che aveva la maggioranza alla Camera dei deputati. Il partito a cui apparteneva la Boldrini (SEL) si collocò successivamente all'opposizione con la formazione del governo Letta, e vi rimase anche per il governo Renzi e governo Gentiloni. L’attuale Presidente Lorenzo Fontana è espressione della Lega per Salvini Premier, partito che fa parte della maggioranza di centrodestra vincitrice delle elezioni del 2022.

## Bandiera rappresentativa

Bandiera del Presidente del Senato della Repubblica e del Presidente della Camera dei Deputati

Nell'esercizio delle sue funzioni, secondo il Cerimoniale, il Presidente della Camera è rappresentato da un drappo bianco sul quale si aggiungono due strisce azzurre di contorno e l'emblema della Repubblica dello stesso colore. La bandiera, ormai desueta, è utilizzata anche dal Presidente del Senato.